# Estnischer Fußballpokal 2009/10
Der Estnische Fußballpokal 2009/10 war die 20. Austragung des estnischen Pokalwettbewerbs der Männer. Das Finale fand am 11. Mai 2010 statt.
Pokalsieger wurde der FC Levadia Tallinn im Finale gegen Titelverteidiger FC Flora Tallinn.

## Teilnehmer
Meistriliiga
- 1. Runde (5 Teams): JK Kalev Sillamäe, JK Nõmme Kalju, Paide Linnameeskond, JK Trans Narva, Viljandi JK Tulevik
- 2. Runde (5 Teams): FC Flora Tallinn, FC Levadia Tallinn, FC Kuressaare, JK Tallinna Kalev, JK Tammeka Tartu

Esiliiga
- 1. Runde (6 Teams): FC Ajax Lasnamäe, FC Lootus Kohtla-Järve, Tallinna JK Legion, FC Flora Rakvere, Viljandi JK Tulevik II, FC Valga Warrior
- 2. Runde (2 Teams): FC Flora Tallinn II, Kiviõli Tamme Auto

II Liiga
- 1. Runde (9 Teams): JK Kaitseliit Kalev, Kiviõli Tamme Auto II, Kohtla-Järve JK Alko, JK Nõmme Kalju II, Sörve JK, JK Tammeka Tartu II, Tartu SK 10 Premium, JK Türi Ganvix, JK Võru
- 2. Runde (7 Teams): FC Elva, Jõhvi JK Orbiit, Keskerakonna JK, FC Metec Tartu, FC Nõmme United, Tabasalu Palliklubi, FC Toompea

III Liiga
- 1. Runde (15 Teams): FC Atletik Tallinn, FC EBS Team Tallinn, FC Haiba, FC Hansa United, JK Kaitseliit Kalev II, JK Kernu Kadakas, FC Kose, JK Kotkad Tallinn, JK Nõmme Kalju III, Paide Kumake, Rapla JK Atli, Saaremaa JK, Saue JK, Tartu FC HaServ, Tartu Ülikool Fauna
- 2. Runde (14 Teams): FC Elva II, FC Hell Hunt, FCF Järve-Jaani SK, Jõgeva SK Noorus-96, Keskerakonna JK II, FC A&A Kinnisvara, Koeru SK, Kohila JK Püsivus, Kuusalu JK Rada, FC Lootos Põlva, Maardu Esteve, FC Olympic Tallinn, FC Otepää, JK Piraaja Tallinn

IV Liiga
- 1. Runde (13 Teams): EMÜ SK, FC Igiliikur Viimsi, JK Kalev Sillamäe II, FC Metropool Pärnu, Pärnu WC Guwalda, FC Reaal Tallinn, Pirita JK Reliikvia, Rapla JK Atli II, Tabasalu Palliklubi II, FC Tabivere, Tallinna JK Jalgpallihaigla, Tartu SK 10 Premium II, SK Tapa
- 2. Runde (12 Teams): FC Aspen Väimela, FC Eston Villa, FC HansaNet.ee, Kristiine JK, Kuusalu JK Rada II, Navi Vutiselts, Saaremaa JK aameraaS, FC Soccernet Tallinn, Tartu Quattromed, FC Toompea 1994, FC Twister Tallinn, FC Velldoris

## 1. Runde
Die Auslosung fand am 16. Juni 2009 statt.
| Datum      |                             | Ergebnis              |                        |
| ---------- | --------------------------- | --------------------- | ---------------------- |
| 04.07.2009 | Tartu Ülikool Fauna         | 3:1                   | Tabasalu Palliklubi II |
| 17.07.2009 | Rapla JK Atli               | 0:0 n. V. (4:5 i. E.) | JK Kotkad Tallinn      |
| 21.07.2009 | FC Tabivere                 | 00:19                 | JK Kalev Sillamäe      |
| 21.07.2009 | Kohtla-Järve JK Alko        | 1 +:- 1               | JK Kaitseliit Kalev II |
| 21.07.2009 | FC Nõmme United             | 10:00                 | JK Kernu Kadakas       |
| 21.07.2009 | Viljandi JK Tulevik         | 3:1                   | Tartu FC HaServ        |
| 21.07.2009 | FC Metropool Pärnu          | 0:5                   | JK Trans Narva         |
| 21.07.2009 | JK Võru                     | 2:1 n. V.             | JK Tammeka Tartu II    |
| 22.07.2009 | FC Reaal Tallinn            | 00:17                 | FC Lootus Kohtla-Järve |
| 22.07.2009 | FC Flora Rakvere            | 9:1                   | SK Tapa                |
| 22.07.2009 | Tartu SK 10 Premium         | 2:3                   | JK Kalev Sillamäe II   |
| 22.07.2009 | Tallinna JK Legion          | 0:2 n. V.             | Paide Linnameeskond    |
| 22.07.2009 | Pirita JK Reliikvia         | 1 -:+ 1               | FC Ajax Lasnamäe       |
| 22.07.2009 | FC Valga Warrior            | 3:0                   | FC EBS Team Tallinn    |
| 22.07.2009 | FC Kose                     | 3:2 n. V.             | Paide Kumake           |
| 22.07.2009 | Tallinna JK Jalgpallihaigla | 0:0 n. V. (4:5 i. E.) | FC Haiba               |
| 22.07.2009 | JK Türi Ganvix              | 6:0                   | FC Hansa United        |
| 22.07.2009 | Rapla JK Atli II            | 00:12                 | Sörve JK               |
| 22.07.2009 | Viljandi JK Tulevik II      | 3:1                   | JK Kaitseliit Kalev    |
| 22.07.2009 | Tartu SK 10 Premium II      | 1:3                   | FC Igiliikur Viimsi    |
| 29.07.2009 | EMÜ SK                      | 3:2                   | Saaremaa JK            |
| 29.07.2009 | Saue JK                     | 1:2                   | FC Atletik Tallinn     |
| 29.07.2009 | Pärnu WC Guwalda            | 1:6                   | JK Nõmme Kalju II      |
| 29.07.2009 | Kiviõli Tamme Auto II       | 1 -:+ 1               | JK Nõmme Kalju III     |

## 2. Runde
| Datum      |                        | Ergebnis              |                      |
| ---------- | ---------------------- | --------------------- | -------------------- |
| 04.08.2009 | FC Kose                | 0:8                   | FC Kuressaare        |
| 05.08.2009 | FC Soccernet Tallinn   | 1:3                   | FC Olympic Tallinn   |
| 05.08.2009 | Viljandi JK Tulevik    | 5:1                   | Maardu Esteve        |
| 05.08.2009 | FC Elva II             | 0:9                   | JK Trans Narva       |
| 05.08.2009 | JK Tallinna Kalev      | 3:1                   | Saaremaa JK aameraaS |
| 05.08.2009 | FC Valga Warrior       | 8:3                   | FC Elva              |
| 05.08.2009 | FCF Järve-Jaani SK     | 0:2                   | FC Flora Tallinn II  |
| 05.08.2009 | JK Kalev Sillamäe      | 1:0                   | FC Flora Rakvere     |
| 05.08.2009 | Tartu Ülikool Fauna    | 00:10                 | Kiviõli Tamme Auto   |
| 05.08.2009 | FC Metec Tartu         | 1:5                   | JK Võru              |
| 05.08.2009 | FC Lootos Põlva        | 5:1                   | Jõgeva SK Noorus-96  |
| 05.08.2009 | Koeru SK               | 4:0                   | FC Igiliikur Viimsi  |
| 05.08.2009 | JK Nõmme Kalju         | 0:3                   | JK Tammeka Tartu     |
| 05.08.2009 | Kristiine JK           | 1:2                   | Tabasalu Palliklubi  |
| 11.08.2009 | Tartu Quattromed       | 1:3                   | FC Atletik Tallinn   |
| 11.08.2009 | Kohtla-Järve JK Alko   | 0:3                   | FC Levadia Tallinn   |
| 11.08.2009 | JK Nõmme Kalju II      | 10:10                 | Kohila JK Püsivus    |
| 13.08.2009 | FC A&A Kinnisvara      | 2:7                   | Jõhvi JK Orbiit      |
| 19.08.2009 | JK Türi Ganvix         | 3:0                   | FC Velldoris         |
| 19.08.2009 | FC Haiba               | 2:1                   | Kuusalu JK Rada      |
| 19.08.2009 | Sörve JK               | 0:1                   | EMÜ SK               |
| 25.08.2009 | Kuusalu JK Rada II     | 0:9                   | FC Flora Tallinn     |
| 25.08.2009 | Paide Linnameeskond    | 2:3                   | FC Otepää            |
| 25.08.2009 | JK Nõmme Kalju         | 6:0                   | JK Kotkad Tallinn    |
| 25.08.2009 | FC Toompea             | 3:3 n. V. (3:4 i. E.) | FC Nõmme United      |
| 26.08.2008 | Viljandi JK Tulevik II | 13:00                 | FC Twister Tallinn   |
| 26.08.2009 | FC Eston Villa         | 4:0                   | FC Aspen Väimela     |
| 02.09.2009 | FC Toompea 1994        | 0:4                   | JK Piraaja Tallinn   |
| 02.09.2008 | FC Lootus Kohtla-Järve | 2 +:- 2               | Navi Vutiselts       |
| 02.09.2008 | FC HansaNet.ee         | 2 +:- 2               | Keskerakonna JK II   |
| 02.09.2008 | JK Kalev Sillamäe      | 2 +:- 2               | Keskerakonna JK      |
| 02.09.2008 | FC Ajax Lasnamäe       | 2 +:- 2               | FC Hell Hunt         |

## 3. Runde
| Datum       |                      | Ergebnis  |                        |
| ----------- | -------------------- | --------- | ---------------------- |
| 01.09.2009  | FC Lootos Põlva      | 2:5       | FC Kuressaare          |
| 02.09.2009  | JK Tallinna Kalev    | 8:1       | Koeru SK               |
| 02.09.2009  | JK Trans Narva       | 13:00     | FC Haiba               |
| 02.09.2009  | EMÜ SK               | 0:5       | FC Flora Tallinn II    |
| 02.09.2008  | JK Võru              | 3 +:- 3   | FC HansaNet.ee         |
| 02.09.2009  | FC Ajax Lasnamäe     | 0:3       | FC Lootus Kohtla-Järve |
| 02.09.2009  | JK Nõmme Kalju       | 5:0       | Viljandi JK Tulevik II |
| 08.09.2009  | JK Kalev Sillamäe II | 0:5       | FC Levadia Tallinn     |
| 08.09.2009  | FC Valga Warrior     | 1:0       | JK Nõmme Kalju II      |
| 08.09.2009  | FC Olympic Tallinn   | 2:3       | JK Tammeka Tartu       |
| 09.09.2009  | Jõhvi JK Orbiit      | 1:3       | JK Türi Ganvix         |
| 09.09.2009  | FC Atletik Tallinn   | 2:1 n. V. | FC Eston Villa         |
| 16.09.2009  | JK Kalev Sillamäe    | 3:1 n. V. | Viljandi JK Tulevik    |
| 30.09.2009  | FC Nõmme United      | 5:2       | Kiviõli Tamme Auto     |
| 130.09.2009 | JK Piraaja Tallinn   | 5:3 n. V. | Tabasalu Palliklubi    |
| 06.10.2009  | FC Flora Tallinn     | 4:1       | FC Otepää              |

## Achtelfinale
| Datum      |                        | Ergebnis |                    |
| ---------- | ---------------------- | -------- | ------------------ |
| 06.10.2009 | JK Nõmme Kalju         | 3:1      | JK Tallinna Kalev  |
| 07.10.2009 | FC Lootus Kohtla-Järve | 6:0      | FC Atletik Tallinn |
| 08.10.2009 | JK Türi Ganvix         | 4:2      | JK Võru            |
| 10.10.2009 | JK Kalev Sillamäe      | 3:0      | JK Piraaja Tallinn |
| 28.10.2009 | FC Flora Tallinn II    | 0:1      | FC Valga Warrior   |
| 28.10.2009 | JK Tammeka Tartu       | 4:0      | FC Nõmme United    |
| 14.11.2009 | JK Trans Narva         | 0:3      | FC Levadia Tallinn |
| 21.11.2009 | FC Kuressaare          | 0:4      | FC Flora Tallinn   |

## Viertelfinale
Die Auslosung fand am 31. März 2010 statt.
| Datum      |                        | Ergebnis  |                    |
| ---------- | ---------------------- | --------- | ------------------ |
| 13.04.2010 | FC Flora Tallinn       | 2:0 n. V. | JK Nõmme Kalju     |
| 14.04.2010 | JK Kalev Sillamäe      | 0:1       | FC Levadia Tallinn |
| 14.04.2010 | FC Lootus Kohtla-Järve | 5:0       | JK Türi Ganvix     |
| 14.04.2010 | JK Tammeka Tartu       | 4:1       | FC Valga Warrior   |

## Halbfinale
Die Auslosung fand am 15. April 2010 statt.
| Datum      |                    | Ergebnis |                        |
| ---------- | ------------------ | -------- | ---------------------- |
| 27.04.2010 | FC Flora Tallinn   | 4:1      | JK Tammeka Tartu       |
| 28.04.2010 | FC Levadia Tallinn | 2:0      | FC Lootus Kohtla-Järve |

## Finale
| Paarung            | FC Flora Tallinn – FC Levadia Tallinn |
| Ergebnis           | 0:3 (0:2) |
| Datum              | 11. Mai 2010 |
| Stadion            | Kadrioru staadion, Tallinn |
| Zuschauer          | 950 |
| Schiedsrichter     | Margus Kotter |
| Tore               | 0:1 Andero Pebre (33.) 0:2 Vitali Leitan (61.) 0:3 Artjom Dmitrijev (72.) |
| FC Flora Tallinn   | Stanislav Prins – Gert Kams, Karl Palatu, Aleksei Jahhimovitš, Markus Jürgenson – Nikolai Mašitšev (71. Sakaria Beglarischwili), Siksten Kasimir , Valeri Minkenen, Siim Luts (63. Sergei Mošnikov) – Oliver Konsa, Rauno Alliku Cheftrainer: Martin Reim    |
| FC Levadia Tallinn | Sergei Lepmets – Taijo Teniste, Igor Morozov, Andrei Kalimullin, Aleksandr Volodin – Konstantin Nahk , Deniss Malov, Tomi Tapani Saarelma (33. Igor Subbotin), Artjom Dmitrijev (89. Vladislav Ivanov) – Vitali Leitan, Andero Pebre Cheftrainer: Igor Prins |
| Gelbe Karten       | keine – Konstantin Nahk |